# Ла-Мот-Тернан
Ла-Мот-Терна́н (фр. La Motte-Ternant) — коммуна во Франции, находится в регионе Бургундия. Департамент коммуны — Кот-д’Ор. Входит в состав кантона Сольё. Округ коммуны — Монбар.
Код INSEE коммуны — 21445.

## Население
Население коммуны на 2010 год составляло 168 человек.
| 1962 | 1968 | 1975 | 1982 | 1990 | 1999 | 2010 |
| ---- | ---- | ---- | ---- | ---- | ---- | ---- |
| 297  | 215  | 213  | 191  | 185  | 164  | 168  |

## Экономика
В 2010 году среди 100 человек трудоспособного возраста (15—64 лет) 67 были экономически активными, 33 — неактивными (показатель активности — 67,0 %, в 1999 году было 62,6 %). Из 67 активных жителей работали 58 человек (37 мужчин и 21 женщина), безработных было 9 (6 мужчин и 3 женщины). Среди 33 неактивных 3 человека были учениками или студентами, 22 — пенсионерами, 8 были неактивными по другим причинам.